# Millersburg (Ohio)
Millersburg is een plaats (village) in de Amerikaanse staat Ohio, en valt bestuurlijk gezien onder Holmes County.

## Demografie
Bij de volkstelling in 2000 werd het aantal inwoners vastgesteld op 3326.
In 2006 is het aantal inwoners door het United States Census Bureau geschat op 3581, een stijging van 255 (7,7%).

## Geografie
Volgens het United States Census Bureau beslaat de plaats een oppervlakte van
5,2 km², geheel bestaande uit land. Millersburg ligt op ongeveer 274 m boven zeeniveau.

## Plaatsen in de nabije omgeving
De onderstaande figuur toont nabijgelegen plaatsen in een straal van 20 km rond Millersburg.